# Holden VE
Der Holden VE wurde von 2006 bis 2017 von der australischen GM-Division Holden gefertigt. Es gibt ihn als
- Modell Berlina,
- Modell Calais,
- Modell Commodore und
- Modell Ute.